# اچ‌ام‌اس روترهام (اچ۰۹)
اچ‌ام‌اس روترهام (اچ۰۹) (به انگلیسی: HMS Rotherham (H09)) یک کشتی بود که طول آن ۳۵۸ فوت ۳ اینچ (۱۰۹٫۲ متر) بود. این کشتی در سال ۱۹۴۲ ساخته شد.